# Palojärvi (Gällivare socken, Lappland, 748346-173597)
Palojärvi är en sjö i Gällivare kommun i Lappland och ingår i Kalixälvens huvudavrinningsområde.